# Голяма кръгова метролиния
Голямата кръгова метролиния (на руски: Большая кольцевая линия – Голяма пръстенова линия) е 14-а (най-новата) метролиния на Московското метро въведена изцяло в експлоатация на 1 март 2023 г.
На 26 февруари 2018 г. е завършен и въведен в експлоатация първият участък от линията. Окончателното завършване на строителството на пръстена е планирано да бъде през 2022 – 2023 г. Общата дължина на линията е 69 км. .